# Lục thông

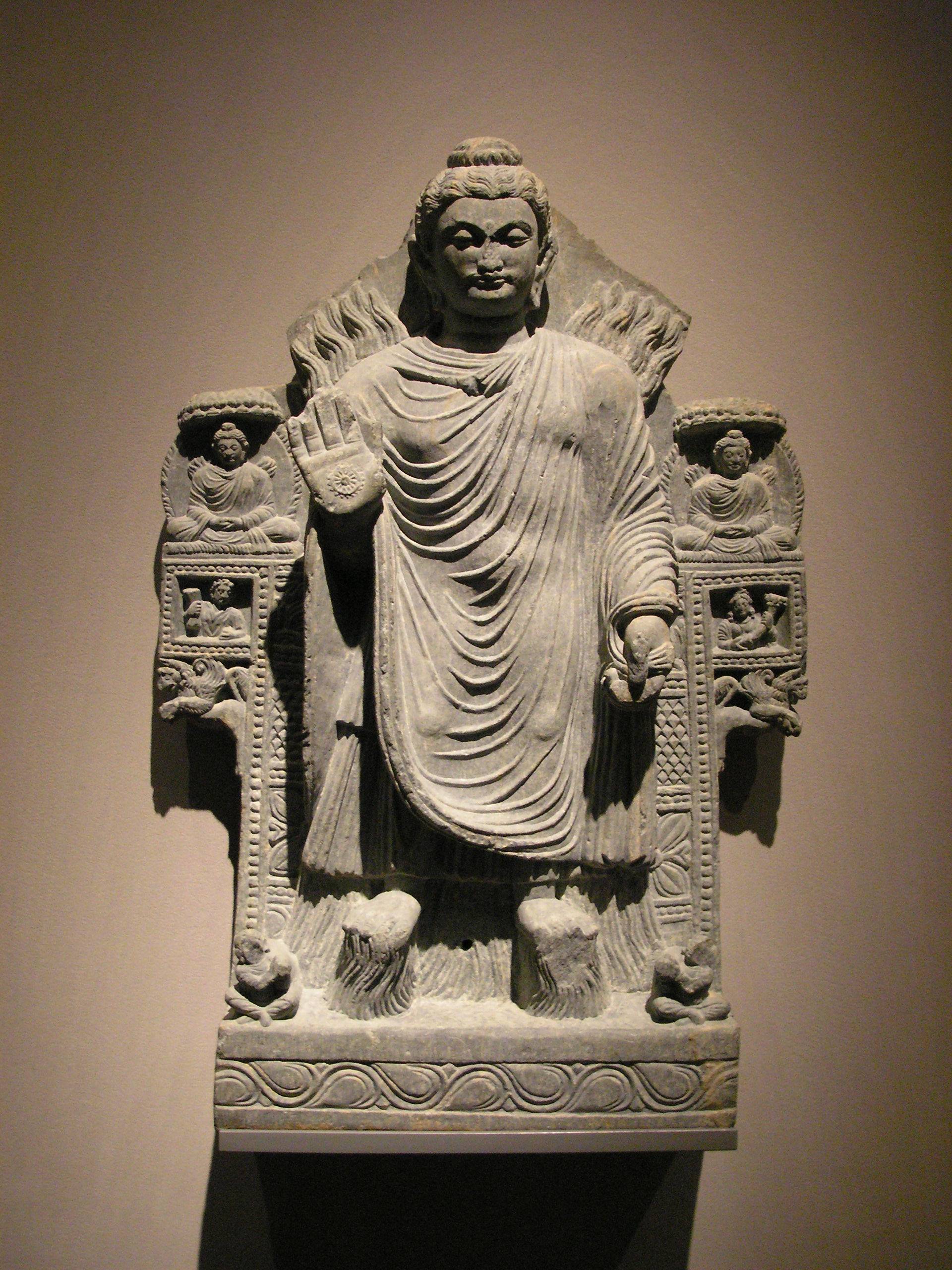
Tượng Phật Thích Ca theo phong cách Phật giáo Hy Lạp. Thế kỷ thứ 3, Gandhara (nay thuộc vùng Đông Afghanistan).

Lục thông (tiếng Trung: 六通), còn gọi là Thần thông (tiếng Phạn: अभिज्ञा, Abhijñā, Abhijna; tiếng Pali: abhiññā; tiếng Tạng tiêu chuẩn: མངོན་ཤེས mngon shes; tiếng Trung: 神通), Lục thần thông (tiếng Phạn: अभिज्ञा, Ṣaḍabhijña, Shadabhijna; tiếng Pali: chalabhiññā; tiếng Trung: 六神通), Thắng trí, là một thuật ngữ Phật giáo dùng để chỉ những năng lực đặc biệt mà các tu sĩ Phật giáo có thể đạt được thông qua trạng thái Tứ Thiền định. Thuật ngữ này thường xuất hiện trong các kinh văn Phật giáo, cả trong Phật giáo Nam truyền (kinh văn Phật giáo sơ kỳ) lẫn Phật giáo Bắc truyền (Đại Tát-già Ni-kiền tử sở thuyết kinh, Lăng-nghiêm kinh). Trong tiếng Anh, các thuật ngữ "direct knowledge", "higher knowledge" hoặc "supernormal knowledge" thường được sử dụng để mô tả khái niệm này.

## Sáu pháp thần thông
Theo các kinh điển Phật giáo sơ kỳ thì Lục thông gồm:
1. Thần túc thông (tiếng Phạn: ऋद्धि, Ṛddhi, Iddhi; tiếng Pali: iddhi-vidhā; tiếng Trung: 神足通), còn gọi là Như ý thông (如意通) hoặc Thần cảnh thông (神境通); là năng lực di chuyển, hiện thân theo ý muốn một cách tự do, không giới hạn không gian và thời gian, không gặp trở ngại bởi vật cản nào.
2. Thiên nhĩ thông (tiếng Phạn: दिव्यश्रोत्र, Divyaśrotra, Divyashrotra; tiếng Pali: dibba-sota; tiếng Trung: 天耳通), là năng lực nghe được mọi âm thanh của thế gian, cả người cả vật, không giới hạn bất gì ngôn ngữ nào.
3. Tha tâm thông (tiếng Phạn: परचित्तज्ञान, Paracittajñāna, Paracittajnana; tiếng Pali: ceto-pariya-ñāṇa; tiếng Trung: 他心通), là năng lực hiểu được tất cả những gì vạn vật chúng sinh đang suy nghĩ.
4. Túc mệnh thông (tiếng Phạn: पूर्वनिवासानुस्मृति, Pūrvanivāsānusmṛti, Purvanivasanusmriti; tiếng Pali: pubbe-nivās anussati; tiếng Trung: 宿命通), là năng lực biết được vận mệnh và những việc làm của chính mình và của chúng sinh trong cả quá khứ, hiện tại và vị lai.
5. Thiên nhãn thông (tiếng Phạn: दिव्यचक्षुस्, Divyacakṣus, Divyacakshus; tiếng Pali: dibba-cakkhu; tiếng Trung: 天眼通), là năng lực nhìn thấy rõ vạn vật gần xa, nhìn thấy mọi bản chất sự vật của chúng sinh cũng như mọi hình sắc trong thế gian, không gì ngăn ngại.
6. Lậu tận thông (tiếng Phạn: आस्रवक्षय, Āsravakṣaya, Asravakshaya; tiếng Pali: āsavakkhaya; tiếng Trung: 漏盡通), là năng lực dứt hết mọi nghi hoặc trong tâm tưởng, phá trừ phiền não, thoát ly luân hồi, tinh tấn tu hành chứng được quả vị A-la-hán.[9]

## Khái quát
Theo các nhà nghiên cứu, khái niệm Thần thông trong Phật giáo có nguồn gốc từ Ấn giáo. Năm loại thần thông đầu tiên gần tương tự như khái niệm Siddhi trong Yoga, được đề cập trong kinh điển Bhagavata Purana và những tác phẩm của Patañjali.
Trong những bài giảng của mình, Đức Phật Thích-ca Mâu-ni từng mô tả abhiññā như một hệ quả của việc theo đuổi Bát chính đạo.
| “ | "...Ví như, này các Tỷ-kheo, có một nhà khách, ở đấy có người từ phương Đông tới ở, có người từ phương Tây tới ở, có người từ phương Bắc tới ở, có người từ phương Nam tới ở, có người Sát-đế-lị tới ở, có người Bà-la-môn tới ở, có người Phệ-xá tới ở, có người Thủ-đà tới ở. Cũng vậy, này các Tỷ-kheo, Tỷ-kheo tu tập Thánh đạo Tám ngành, làm cho sung mãn Thánh đạo Tám ngành, với các pháp cần phải liễu tri nhờ thắng trí, họ nhờ thắng trí liễu tri các pháp ấy; với các pháp cần phải đoạn tận nhờ thắng trí, họ đoạn tận các pháp ấy nhờ thắng trí; với các pháp cần phải chứng ngộ nhờ thắng trí, họ chứng ngộ các pháp ấy nhờ thắng trí; với những pháp cần phải tu tập nhờ thắng trí, họ tu tập những pháp ấy nhờ thắng trí. Và này các Tỷ-kheo, thế nào là những pháp cần phải liễu tri nhờ thắng trí? Cần phải được trả lời là năm thủ uẩn. Thế nào là năm? Tức là sắc thủ uẩn, thọ thủ uẩn, tưởng thủ uẩn, hành thủ uẩn, thức thủ uẩn. Những pháp này, này các Tỷ-kheo, là những pháp cần phải liễu tri nhờ thắng trí. Và này các Tỷ-kheo, thế nào là những pháp cần phải đoạn tận nhờ thắng trí? Vô minh, hữu và ái (bhavatanhà), những pháp này cần phải đoạn tận nhờ thắng trí. Và này các Tỷ-kheo, những pháp nào cần phải chứng ngộ nhờ thắng trí? Minh và giải thoát, này các Tỷ-kheo, những pháp này cần phải chứng ngộ nhờ thắng trí. Và này các Tỷ-kheo, những pháp nào cần phải tu tập nhờ thắng trí? Chỉ và quán, này các Tỷ-kheo, những pháp này cần phải tu tập nhờ thắng trí. Và thế nào, này các Tỷ-kheo, Tỷ-kheo tu tập Thánh đạo Tám ngành, làm cho sung mãn Thánh đạo Tám ngành; đối với các pháp cần phải liễu tri, họ liễu tri được các pháp ấy nhờ thắng trí; đối với các pháp cần phải đoạn tận nhờ thắng trí, họ đoạn tận các pháp ấy nhờ thắng trí; đối với những pháp cần phải chứng ngộ nhờ thắng trí, họ chứng ngộ những pháp ấy nhờ thắng trí; đối với những pháp cần phải tu tập nhờ thắng trí, họ tu tập những pháp ấy nhờ thắng trí? Ở đây, này các Tỷ-kheo, Tỷ-kheo tu tập chánh tri kiến... tu tập chánh định liên hệ đến viễn ly, liên hệ đến ly tham, liên hệ đến đoạn diệt, hướng đến từ bỏ. Như vậy, này các Tỷ-kheo, Tỷ-kheo tu tập Thánh đạo Tám ngành, làm cho sung mãn Thánh đạo Tám ngành; đối với các pháp cần phải liễu tri nhờ thắng trí, vị ấy liễu tri những pháp ấy nhờ thắng trí; đối với những pháp cần phải đoạn tận nhờ thắng trí, vị ấy đoạn tận những pháp ấy nhờ thắng trí; đối với những pháp cần phải chứng ngộ nhờ thắng trí, vị ấy chứng ngộ những pháp ấy nhờ thắng trí; đối với những pháp cần phải tu tập nhờ thắng trí, vị ấy tu tập những pháp ấy nhờ thắng trí." | ” |
| — Kinh Tương ưng Bộ (Samyutta Nikaya), Tập V: Đại Phẩm. 159.XI. "Các Khách". Thích Minh Châu dịch, Đại tạng kinh Việt Nam. | |   |

Cũng theo Ngài, những thần thông  như vậy bị che lấp bởi ham muốn và đam mê (chanda-rāga'):
| “ | "...Này các Tỷ-kheo, dục tham đối với mắt là tùy phiền não của tâm. Dục tham đối với tai là tùy phiền não của tâm. Dục tham đối với mũi là tùy phiền não của tâm. Dục tham đối với lưỡi là tùy phiền não của tâm. Dục tham đối với thân là tùy phiền não của tâm. Dục tham đối với ý là tùy phiền não của tâm. Này các Tỷ-kheo, khi nào vị Tỷ-kheo đối với sáu xứ này, đoạn tận được tùy phiền não, thời tâm vị ấy hướng về ly dục. Do biến mãn với ly dục, tâm vị ấy được xem là kham nhẫn, chứng tri đối với các pháp cần phải giác ngộ." | ” |
| — Kinh Tương ưng Bộ (Samyutta Nikaya), Tập III: Uẩn. 6.I. "Con Mắt". Thích Minh Châu dịch, Đại tạng kinh Việt Nam. | |   |

Việc đạt được thần thông được đề cập đến trong một số bài giảng của Đức Phật, như các bài kinh "Kiên Cố" (Kevatta Sutta), "Lộ-già" (Lohicca Sutta), "Tiễn Mao (Mahasakuludayi Sutta), nổi tiếng nhất là "Sa-môn quả" (Samaññaphala Sutta). Đạt được Tứ Thiền được coi là điều kiện tiên quyết để đạt được các thần thông. Trong đó, pháp thần thông thứ sáu cũng được xem là mục đích cuối cùng của Phật giáo, là cứu cánh cho mọi khổ đau và tiêu diệt mọi vô minh. Mặc dù đạt được thần thông được xem là biểu hiện của sự tiến bộ tâm linh, nhưng theo Đức Phật, nên tránh đắm chìm trong các pháp thần thông, vì chúng có thể làm xao nhãng mục tiêu cuối cùng là Giác ngộ.